# Pleistodontes achorus
Pleistodontes achorus (лат.) — вид наездников рода Pleistodontes из семейства Agaonidae. Обитают в Австралии. Латинизированное название вида происходит от греческого achorus (= бездомный), в связи с неизвестным растением-хозяином рода Фикус.

## Описание
Длина тела самки 3,5 мм, основная окраска самки коричневая (самцы неизвестны). От близких видов отличается следующими признаками: мандибулярный придаток несёт около 40 рядов мелких зубов; мандибула с 4 зубцами; седьмой усиковый сегмент длиннее 6-го и примерно такой же длины, как 5-й; постмаргинальная жилка не более чем в 1,5 раза длиннее маргинальной. Метасомальные перитремы не сильно увеличены. Растение-хозяин неизвестно. Голова самки удлинённая, длиннее ширины, с тремя оцеллиями на вершине. Антеннальный скапус удлинённый. Педицель короткий, без дорсальных шипов.